# 特麦角脲
特麦角脲（商品名：Teluron）是一种含氮有机化合物，分子式C20H28N4O，属于麥角靈衍生物，是5-羟色胺受体拮抗剂和多巴胺受體激动剂。